# Samson Iosifovič Samsonov
Samson Iosifovič Samsonov (Novozybkov, 23 marzo 1921 – Mosca, 31 agosto 2002) è stato un regista cinematografico sovietico.

## Filmografia (parziale)

### Regista
- Za vitrinoj univermaga (1955)
- Poprygun'ja (1955)
- Strada infuocata (1957)
- Optimističeskaja tragedija (1963)
- Tri sestry (1964)
- Každyj večer v odinnadcat' (1969)
- Mnogo šuma iz ničego (1973)
- Bešenoe zoloto (1976)
- Odinokim predostavljaetsja obščežitie (1983)